# Собор Украинской православной церкви 27 мая 2022 года
Собор Украинской православной церкви 27 мая 2022 года (укр. Собор Української православної церкви 27 травня 2022 року) — Собор Украинской православной церкви Московского патриархата, который состоялся 27 мая 2022 года в Свято-Пантелеймоновском женском монастыре (Феофания) и рассмотрел вопросы церковной жизни, возникшие в результате вторжения России на Украину. Решение о созыве Собора было принято Архиерейским собором, состоявшимся после внеочередного заседания Священного Синода.

## Решение собора
1. Собор розсуджує війну як порушення Божої заповіді «Не вбивай!» (Вих.20:13) і висловлює співчуття всім, хто постраждав у війні.
2. Собор звертається до влади та влади Російської Федерації з проханням продовжувати переговорний процес та пошук сильного та розумного слова, яке змогло б зупинити кровопролиття.
3. Висловлюємо НЕЗГОДУ з позицією Патріарха Московського та всієї Русі Кирила щодо війни в Україні.
4. Собор прийняв відповідні доповнення та зміни до Статуту про управління Української Православної Церкви, що свідчать про ПОВНУ САМОСТІЙНІСТЬ ТА НЕЗАЛЕЖНІСТЬ Української Православної Церкви.
5. Собор затверджує постанови Соборів єпископів Української Православної Церкви та рішення Священних Синодів Української Православної Церкви, засідання яких відбулися після останнього Собору Української Православної Церкви (8 липня 2011 року). Собор схвалює діяльність Управління справами та Синодальних установ Української Православної Церкви.
6. Собор мав міркування щодо відновлення світогляду в Українській Православній Церкві.
7. На період воєнного стану, коли зв'язки між єпархіями та церковним керівним центром ускладнені або відсутні, Собор вважає за доцільне надати єпархіальним архієреям право самостійно приймати рішення з тих чи інших питань єпархіального життя, що належать до компетенції Священного Синоду або Предстоятеля Української Православної. при відновленні здібності, інформуванням священноначалія.
8. Останнім часом перед нашою Церквою особливо гостро став новий пастирський виклик. За три місяці війни за кордон були змушені виїхати понад 6 мільйонів громадян України. Переважно це українці з південних, східних та центральних областей України. Значна частина з них є вірними Українській Православній Церкві. Тому в Київську Митрополію Української Православної Церкви надходять звернення з різних країн із проханнями відкрити українські православні парафії. Очевидно, що багато наших співвітчизників повернеться на Батьківщину, але чимало й залишиться на постійне проживання за кордоном. У цьому зв'язку Собор висловлює глибоке переконання, що Українська Православна Церква не може залишати своїх вірних без духовної опіки, повинна бути поруч із ними у їхніх випробуваннях та організовувати церковні громади у діаспорі. Необхідно й надалі розвивати місію за кордоном серед православних українців задля збереження ними своєї віри, культури, мови та православної ідентичності.
9. Усвідомлюючи особливу відповідальність перед Богом, Собор висловлює глибокий жаль у зв'язку з відсутністю єдності в українському Православ'ї. Існування розколу Собор сприймає як глибоку хворобливу рану у церковному тілі. Особливо прикро, що останні дії Константинопольського Патріарха в Україні, наслідком яких стала освіта «Православної Церкви України», лише поглибили непорозуміння та призвели до фізичного протистояння. Але навіть у таких кризових обставинах Собор не втрачає надії на відновлення діалогу. Для того, щоб діалог відбувся, представникам ПЦУ необхідно:
припинити захоплення храмів та примусові переклади парафій Української Православної Церкви; усвідомити, що їхній канонічний статус, як він зафіксований у «Статуті Православної Церкви України», фактично неавтокефальний і значно поступається свободам та можливостям у реалізації церковної діяльності, які передбачені Статутом про управління Української Православної Церкви; вирішити питання канонічності ієрархії ПЦУ, адже для Української Православної Церкви, як і для більшості Помісних Православних Церков, цілком очевидно, що для визнання канонічності ієрархії ПЦУ потрібне відновлення апостольської спадковості її єпископів. Собор висловлює глибоке переконання, що запорукою успіху діалогу має стати не лише бажання відновлення церковної єдності, але й щире прагнення вибудовувати своє життя на основі християнської совісті та моральної чистоти.
На соборе были внесены изменения в «Устав об управлении Украинской православной церкви», направленные на полную самостоятельность и независимость путём удаления всех упоминаний о Русской православной церкви, кроме ссылки на грамоту, изданную патриархом Алексием в 1990 году, где речь идет о единстве Украинской православной церкви и Русской православной церкви.
Кроме того, по результатам собора принято постановление, по содержанию которого:
- осуждена позиция патриарха Кирилла относительно вторжения России на Украину;
- решено восстановить мироварение;
- на период военного положения епархиальным архиереям предоставлено право самостоятельно принимать решения по тем или иным вопросам епархиальной жизни, относящихся к компетенции Священного Синода или Предстоятеля Украинской Православной Церкви, с последующим, при восстановлении возможности, информированием священноначалия;
- указана необходимость развивать деятельность за границей;
- провозглашен призыв к диалогу с Православной церковью Украины, сопряжённый с условиями к ПЦУ «прекратить захват храмов, осознать их неканонический статус и решить вопрос апостольской преемственности епископов»[1].

Решения Собора не были приняты Донецкой и Симферопольской епархиями, пожелавшими остаться в полном единстве с Русской православной церковью.

## Оценки
По мнению предстоятеля ПЦУ митрополита Епифания (Думенко), этот Собор ничего не изменил, оставив УПЦ МП в единстве с РПЦ.
Российский религиозный журналист Сергей Чапнин назвал решение собора «РПЦЗ 2.0», подчеркивая балансировку между отказом провозглашать автокефалию и административным разрывом с Московским патриархатом, на принадлежности к которому базируется доктрина о каноничности УПЦ МП.
По мнению архимандрита Кирилла (Говоруна) решение собора направлено на реальный отрыв от Москвы, а новый неопределённый статус УПЦ МП сравним с УПЦ Киевского патриархата и с Македонской церковью в промежутке с 1967 по 2022 год.
Диакон Андрей Кураев считает разрыв с Русской православной церковью неполным, поскольку последняя не провозгласила анафему участникам собора, как это часто делали материнские церкви при провозглашении новых автокефалий.

## Реакция
Священный синод Русской православной церкви 29 мая 2022 года принял постановление по поводу Собора в Феофании. Глава Синодального отдела по взаимоотношениям церкви с обществом Владимир Легойда сообщил, что Русская православная церковь не может реагировать на информацию из интернета, а официальных сообщений от УПЦ МП они не получали. Митрополит Иларион (Алфеев) считает, что собор лишь подтвердил статус церкви, который был с 1990 года, и что единство УПЦ и Русской православной церкви осталось без изменений.
В июне 2022 года Священный синод Русской православной церкви подчинил себе крымские епархии УПЦ МП, а в октябре — Ровенковскую епархию в Луганской области. Донецкая епархия, хотя не была формально аннексирована, заявила о непризнании решения собора.